# Marmarošská župa (Československo)
Marmarošská župa (někdy též Velkosevljušská župa) byla jedna ze žup, jednotek územní správy na Podkarpatské Rusi v rámci prvorepublikového Československa. Byla vytvořena převážně vydělením z uherské Marmarošské župy. Existovala v letech 1920–1926, původně měla rozlohu 3 758 km², po roce 1921 pak 6 037 km². Její správním centrum měl být Chust, úřady však prozatímně sídlily postupně v obcích Velký Bočkov, Slatinské Doly a Sevluš.

## Historický vývoj
Když československá armáda obsadila v první polovině roku 1919 většinu Podkarpatské Rusi, byla dne 6. června 1919, kvůli konsolidaci poměrů na tomto území během odchodu maďarských komunistických a rumunských jednotek, neoficiálně vyhlášena vojenská diktatura pod velením francouzského generála v československých službách Edmonda Hennocquea. Podkarpatská Rus byla postupně rozčleněna na čtyři župy, které vycházely z administrativních celků vytvořených zde Uherskem. Jedním z těchto celků byla i Marmarošská župa, která vznikla ze severní části původní uherské Marmarošské župy. Jižní část československé župy nadále ovládalo rumunské vojsko, které se stáhlo až v létě 1920. Župní úřad začal fungovat v červenci 1920. Při reorganizaci podkarpatoruských žup v roce 1921 získala Marmarošská župa nejen část území zrušené Mukačevské župy, ale i oblast původně patřící do Berežské župy.
V čele župy měl stát vládou jmenovaný župan, došlo však pouze k jmenování dočasného správce župy. Původní sídlo uherské župy, město Marmarošská Sihoť, připadla Rumunsku, takže bylo potřeba zřídit nové správní centrum. Župní úřad proto prozatímně sídlil postupně v obcích Velký Bočkov (1920–?), Slatinské Doly (?–?), opět Velký Bočkov (?–?) a Sevluš (?–1926). Definitivním sídlem župy se měl stát Chust.
Marmarošská župa existovala do 30. června 1926. K 1. červenci 1926 byly všechny župy na Podkarpatské Rusi sloučeny v jedinou, Podkarpatoruskou župu.

## Geografie
Marmarošská župa se nacházela na východě Podkarpatské Rusi, v okolí řek Tisy, Terebly a Teresvy. Tvořila nejvýchodnější část první Československé republiky a ze tří stran hraničila s jinými státy: na severu a východě s Polskem, na jihu s Rumunskem a na jihozápadě s Maďarskem. Pouze na západě sousedila s československou berežskou župou (do roku 1921 též s Mukačevskou župou).

## Administrativní členění
Před reorganizací v roce 1921 se Marmarošská župa členila na čtyři slúžňovské okresy: Velký Bočkov, Rachov, Teresva a Ťačovo. Kvůli reorganizaci žup v roce 1921 a následnému slučování okresů se situace měnila, a nakonec byla Marmarošská župa tvořena šesti slúžňovskými okresy (Chust, Rachov, Sevluš, Teresva, Ťačovo a Volové).